# Pałac w Dobrocinie
Pałac w Dobrocinie – zabytkowy pałac w Dobrocinie – wsi w Polsce, w województwie dolnośląskim, w powiecie dzierżoniowskim, w gminie Dzierżoniów, na skraju Kotliny Dzierżoniowskiej, u podnóży Wzgórz Gumińskich.
Obiekt wzniesiony pod koniec XVIII w., przebudowany w latach 1898–1899 i w 1909 r. Obecnie własność prywatna, użytkowana.

## Historia
Pałac w Dobrocinie został wzniesiony pod koniec XVIII wieku. W XVIII w. majątek należał do rodziny baronów  von Seherr–Thoss. W 1830 r. właścicielem stał się starszy radca górniczy von Milecky, a od 1845 r. rodzina Moriz–Eichborn. Następnie majątek na krótko wrócił do rodziny von Seherr–Thoss, lecz już w lipcu 1897 r. były starosta i tajny radca stanu Stanislaus baron von Seherr–Thoss z Wawrzeńczyc sprzedał go, wraz z pałacem, Kuno von Portatiusowi, który był cesarskim radcą poselstwa w Szwecji. On to właśnie gruntownie przebudował pałac w latach 1898–1899 i najprawdopodobniej wtedy wzniesiono północno-wschodnie skrzydło. Ostatnia przebudowa miała miejsce w 1909 roku, kiedy to w skrzydle północno-wschodnim dorobiono dwuosiowy ryzalit.  
Po 1945 roku w zabytku mieściły się biura, sklep, przedszkole, a część pomieszczeń wykorzystywano jako lokale mieszkalne. W roku 2015 miał miejsce pożar, który zniszczył niektóre wnętrza. Obecnie (w 2019 roku) pałac jest własnością prywatną osoby fizycznej, ale nie jest użytkowany i niszczeje. Pałac jest wystawiony na sprzedaż. 

## Architektura
Pałac w Dobrocinie został wzniesiony na planie zbliżonym do podkowy, z otwartym dziedzińcem od północnego zachodu. Jest to budowla dwu i trzykondygnacyjna, nakryta dachami czterospadowymi ze ściętymi wierzchołkami, z niewielkimi lukarnami i szczytami. Główny korpus frontowej fasady jest siedmioosiowy, z trójosiowym pseudoryzalitem zwieńczony schodkowym szczytem, z pięcioma pilastrami. W pseudoryzalicie znajduje się główne wejście, prowadzące przez ostrołukowy portal, flankowany dwoma wąskimi oknami. Wieża od strony stawu obecnie jest już pozbawiona stożkowego zwieńczenia.
W neogotyckim oknie z maswerkiem, w ryzalicie elewacji południowo-zachodniej, od strony stawów, znajduje się kartusz herbowy rodziny von Portatius.

Pałac jest częścią zespołu pałacowego, w skład którego wchodzą jeszcze:
- park z końca XIX wieku
- pochodząca z przełomu XIX/XX wieku kaplica pałacowa w parku (zdewastowana w latach 80. XX wieku)
- cmentarz rodowy w parku

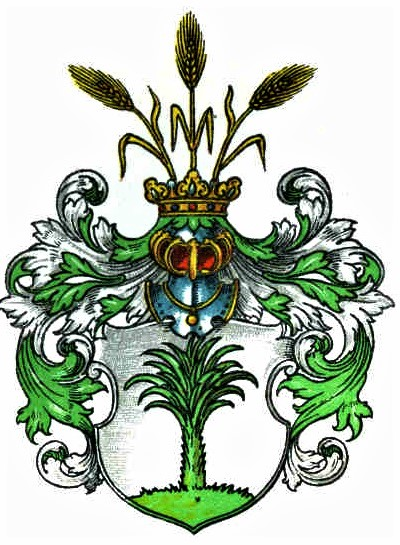
Herb rodziny von Portatius